# Плювинье (кантон)
Плювинье (фр. Pluvigner) — кантон во Франции, находится в регионе Бретань, департамент Морбиан. Входит в состав округа Лорьян.

## История
До 2015 года в состав кантона входили коммуны Брек, Камор, Ландоль, Ландеван и Плювинье.
В результате реформы 2015 года состав кантона был изменен: в него вошли пять коммун упраздненного кантона Пор-Луи и одна коммуна кантона Энбон.

## Состав кантона с 22 марта 2015 года
В состав кантона входят коммуны (население по данным Национального института статистики Архивная копия от 17 января 2022 на Wayback Machine за 2019 г.):
- Брандерьон (1 459 чел.)
- Брек (6 660 чел.)
- Камор (3 066 чел.)
- Гавр (680 чел.)
- Ландоль (2 392 чел.)
- Ландеван (3 961 чел.)
- Мерлевене (3 238 чел.)
- Ностан (1 576 чел.)
- Плуинек (5 386 чел.)
- Плювинье (7 676 чел.)
- Сент-Элен (1 262 чел.)

## Политика
На президентских выборах 2022 г. жители кантона отдали в 1-м туре Эмманюэлю Макрону 29,5 % голосов против 24,7 % у Марин Ле Пен и 18,9 % у Жана-Люка Меланшона; во 2-м туре в кантоне победил Макрон, получивший 59,5 % голосов. (2017 год. 1 тур: Эмманюэль Макрон – 27,4 %, Марин Ле Пен – 19,7 %, Жан-Люк Меланшон – 19,0 %, Франсуа Фийон – 16,8 %; 2 тур: Макрон – 69,4 %. 2012 год. 1 тур: Франсуа Олланд — 27,9 %, Николя Саркози — 24,8 %, Марин Ле Пен — 18,3 %; 2 тур: Олланд — 53,5 %).
С 2015 года кантон в Совете департамента Морбиан представляют вице-мэр коммуны Плуинек Мари-Кристин Ле Кер (Marie-Christine Le Quer) и мэр коммуны Брек Фабрис Робле (Fabrice Robelet) (оба — Разные правые).
|                | Кандидаты                        | Партия                   | Первый тур | Первый тур     | Второй тур | Второй тур |
| Кол-во голосов | Кандидаты                        | Партия                   | % голосов  | Кол-во голосов | % голосов  |            |
| -------------- | -------------------------------- | ------------------------ | ---------- | -------------- | ---------- | ---------- |
|                | Мари-Кристин Ле Кер Фабрис Робле | Разные правые            | 4 443      | 45,43          | 5 979      | 60,42      |
|                | Самюэль Ле Энанф Софи Шовен      | Левый блок – Зелёные     | 3 284      | 33,58          | 3 917      | 39,58      |
|                | Коринн Лоран Ноэль Эллио         | Национальное объединение | 2 052      | 20,98          |            |            |

|                | Кандидаты                            | Партия             | Первый тур | Первый тур     | Второй тур | Второй тур |
| Кол-во голосов | Кандидаты                            | Партия             | % голосов  | Кол-во голосов | % голосов  |            |
| -------------- | ------------------------------------ | ------------------ | ---------- | -------------- | ---------- | ---------- |
|                | Мари-Кристин Ле Кер Фабрис Робле     | Правый блок        | 5 484      | 39,57          | 7 301      | 58,15      |
|                | Бернадетт Дежарден Доминик Ле Вуэдек | Левый блок         | 4 100      | 29,59          | 5 254      | 41,85      |
|                | Жозеф Жерар Эдит Ле Буэдек           | Национальный фронт | 3 201      | 23,10          |            |            |
|                | Дидье Корниль Клодин Селдран         | Левый фронт        | 1 073      | 7,74           |            |            |